# Bao’an, Qinghai
Bao'an är en köping i Kina. Den ligger i provinsen Qinghai, i den nordvästra delen av landet, omkring 120 kilometer söder om provinshuvudstaden Xining. Antalet invånare är 10 771. Befolkningen består av 5 439 kvinnor och 5 332 män. Barn under 15 år utgör 22,0 %, vuxna 15-64 år 68 %, och äldre över 65 år 8,0 %.
Runt Bao'an är det ganska glesbefolkat, med 25 invånare per kvadratkilometer. Bao'an är det största samhället i trakten. Trakten runt Bao'an består i huvudsak av gräsmarker.
Genomsnittlig årsnederbörd är 574 millimeter. Den regnigaste månaden är juli, med i genomsnitt 144 mm nederbörd, och den torraste är december, med 2 mm nederbörd.